# Kutamanggu
Kutamanggu is een bestuurslaag in het regentschap Majalengka van de provincie West-Java, Indonesië. Kutamanggu telt 2663 inwoners (volkstelling 2010).